# よろこびのうた
『よろこびのうた』は、松井常松の1枚目のアルバム。同年11月15日にクラムド・ディスクからベルギー、オランダ、ルクセンブルク、フランスでもリリースされた。

## 解説
元BOØWYのベーシスト、松井常松のソロ・デビュー作品で、プロデューサーに佐久間正英を迎えている。10曲中6曲にノルウェーのテクノユニット『ベルカント』のアネリー・マリアン・ドレッガーをゲストとして迎えている。スタジオ作業については「自分の中にイメージが10あるとしても、僕が作れるのは7くらい。残りの3を佐久間さんが表現してくれて、思い描いていた10になる」と語っている。
当アルバム制作以前の松井は作曲の経験が一切なかったが、BOØWY解散の後にひとまずパソコンやシンセサイザー、MTR、ミキサーを購入し、音遊びをするところから始めていったという。
ある程度の曲数が貯まった半年後、BOØWYの『BOØWY』『JUST A HERO』や布袋寅泰の『GUITARHYTHM』でエンジニアを務めたマイケル・ツィマリングに聴かせたところ「このサウンドにすごく合うヴォーカリストを知っている」とアネリー・マリアン・ドレッガーを薦められた。後日ロンドンにてドレッガーと面会し、その場で曲を聴かせオファーを承諾してもらったとのことである。
本作を引っ提げたライヴは行われておらず、「ステージでプレイすることを想定していなかった、ただ作り上げることにしか興味がなかった。ひとりになった自分からどんなものが出てくるのか、その一点に興味があっただけ」とされている。
松井のソロ作品で唯一のオリコンチャートベスト10位入りを果たしている。

## 収録曲
1. IN THE MAZE
作詞：Anneli Marian Drecker　作曲・編曲：松井常松
2. ANY OF THE MANY
作詞：Anneli Marian Drecker　作曲・編曲：松井常松
3. ALL LINED UP
作詞：Anneli Marian Drecker　作曲・編曲：松井常松
4. THE DOOR
作曲・編曲：松井常松・佐久間正英
5. よろこびのうた
作曲・編曲：松井常松
6. ON THE HOP
作詞：Anneli Marian Drecker　作曲・編曲：松井常松
7. Silvery White Goodess
作詞：Anneli Marian Drecker　作曲・編曲：松井常松
8. MOTHER
作曲・編曲：松井常松・佐久間正英
9. CROSSING POINT
作詞・作曲・編曲：松井常松
10. HALBZEIT
作詞：Yvonne Broschard-Zimmerling　作曲・編曲：松井常松

## 参加ミュージシャン
- 松井常松 - ベース(#ALL)、ボーカル(#9, 10)、コーラス(#5)
- Anneli Marian Drecker - ボーカル(#1 - 3, 6, 7)、コーラス(#5)
  - 佐久間正英 - ギター(#3, 6, 8, 9)、プログラミング(#ALL)